# USS Invade (AM-254)
USS Invade (AM-254) – trałowiec typu Admirable służący w United States Navy w czasie II wojny światowej. Służył na północnym Atlantyku.
Stępkę okrętu położono 19 stycznia 1944 w stoczni Savannah Machine & Foundry Co. w Savannah (Georgia). Zwodowano go 6 lutego 1944, matką chrzestną była Thayer C. Allen. Jednostka weszła do służby 18 września 1944, pierwszym dowódcą został Lt. H. H. Silliman.
Brał udział w działaniach II wojny światowej. Pełnił funkcje pomocnicze na Atlantyku. Sprzedany Meksykowi w 1962, przemianowany na DM-18, później „General Ignacio Zaragosa” (C-60).